# Sewell Avery
Sewell Lee Avery (4 de noviembre de 1874 - 31 de octubre de 1960) fue un hombre de negocios estadounidense que logró una prominencia temprana en la extracción de yeso y se convirtió en presidente de United States Gypsum Company (1905-1936). Al comienzo de la Gran Depresión , JP Morgan & Co. le pidió que le diera la vuelta al Montgomery Ward en quiebra y logró restaurar su rentabilidad haciendo grandes cambios. En 1936, la revista Fortune dijo que Avery "generalmente se consideraba el hombre de negocios número uno de Chicago". En los años de la posguerra, sin embargo, no supo aprovechar la demanda de bienes duraderos y no expandió Montgomery Ward, lo que le costó protagonismo en el campo minorista.
Avery participó activamente en las actividades civiles de Chicago, por ejemplo, apoyando el plan del Club Comercial para un Museo de Ciencia e Industria y ejerciendo como su primer presidente. También destacó en los círculos sociales, y en 1912 fundó el Lincoln Park Gun Club privado con Oscar F. Mayer, Philip K. Wrigley y otros habitantes importantes de Chicago.

## Infancia y educación
Sewell Lee Avery nació en Saginaw, Michigan, Ellen Lee y Waldo A. Avery, eran una familia líder de negocios de la región, con intereses en la madera, la banca y la minería . Su familia paterna era considerada como magnates de la madera . Avery asistió a escuelas públicas en Saginaw y Detroit, y a la Academia Militar de Michigan . Obtuvo una licenciatura en derecho en 1894 de la Universidad de Míchigan .

## Matrimonio y familia
Avery se casó con Hortense Lenore Wisner poco después de graduarse. Comenzaron en un pequeño departamento junto al lago cuando lo contrataron en una planta de yeso en Alabaster, Michigan . (Gracia a que era un inversionista de la empresa y lo ayudó a comenzar. ) Tuvieron la primera bañera de la ciudad.

## Carrera profesional
En 1894, su padre le dio un puesto en la gestión de una planta de yeso en un pequeño pueblo de Michigan. Avery cambió el nombre a Alabaster Company, en honor a la ciudad, porque le gustaba cómo sonaba. Esta fue una de varias empresas que en 1901 se convirtió en parte de la empresa de yeso consolidada United States Gypsum Company . Luego, trabajando como gerente de ventas en Buffalo, Avery se convirtió en presidente en 1905. Mantuvo ese puesto hasta 1936, dirigiendo la empresa a través de un crecimiento prolongado. Después de eso, se desempeñó como presidente de la empresa hasta 1951. Con su hermano Waldo Avery, tenía una participación del 3,6% en USG.
Al darse cuenta de su éxito, JP Morgan & Co. lo invitó a formar parte del directorio de US Steel en 1931. Ese mismo año, al comienzo de la  Gran Depresión, Morgan & Co. invitó a Avery a asumir el reto de restablecer la rentabilidad de Montgomery Ward, de la que poseía una mayoría, ofreciéndole a Avery un generoso salario y opciones sobre acciones. Después de una rápida expansión de los puntos de venta minorista durante la década de 1920, de 10 tiendas en 1926 a 554 en 1930, estaba perdiendo dinero rápidamente. Avery comenzó como presidente recortando costos y cerrando tiendas, reemplazando a los gerentes de catálogo con gerentes de cadenas de tiendas experimentados y reduciendo las líneas que estaban perdiendo dinero.
Al hacer que la empresa se volviera rentable, Avery ganó una gran riqueza en el proceso a través de importantes opciones de compra de acciones. Su fuerte control y cautela jugaron en su contra cuando la empresa comenzó a recuperarse a mediados de la década de 1930, cuando podría haber permitido cierta expansión, pero creía que la economía era demasiado frágil.
Como presidente del Club Comercial de Chicago, Avery apoyó la idea de Julius Rosenwald de un museo industrial ya en 1925. Rosenwald había construido Sears, Roebuck como un fuerte competidor de Montgomery Ward. Avery siguió su apoyo inicial y se desempeñó como el primer presidente del Museo de Ciencia e Industria de Chicago.
Apoyó causas políticamente conservadoras. Fue financiero de la American Liberty League y asesor nacional de una de sus organizaciones de fachada, los Crusaders . Avery donó generosamente a la Church League of America (CLA). Fue uno de los muchos empresarios exitosos que no apoyo el New Deal del presidente Franklin D. Roosevelt .
Avery otorgó varias cátedras en la Universidad de Chicago y apoyó financieramente investigaciones y expediciones del Museo Field de Historia Natural . Una especie de serpiente de coral venenosa, Micrurus averyi, recibe su nombre en su honor.
Durante la Segunda Guerra Mundial, Avery se opuso repetidamente a las acciones de la Junta Nacional de Trabajo de Guerra de Roosevelt y se opuso a los sindicatos. Se resistió a firmar un contrato después de que un sindicato obtuviera la representación de 7.000 empleados de Montgomery Ward hasta que Roosevelt lo ordenó dos veces. Cuando Avery se negó a resolver una huelga en 1944, poniendo en peligro la entrega de bienes esenciales, la administración de Roosevelt utilizó medidas de emergencia para destituirlo de su cargo y apoderarse temporalmente de la empresa; en abril de 1944, dos soldados tuvieron que levantarlo por un brazo cada uno y sacarlo de su oficina. Avery le gritó al fiscal general, que había volado para reunirse con él y tratar de evitar un enfrentamiento: "Al diablo con el gobierno, tú. . . ¡Nuevo distribuidor!" 

Tras la incautación de Montgomery Ward por parte del gobierno, se le preguntó a Avery sobre sus planes. Él dijo:
"El gobierno ha estado coaccionando tanto a los empleadores como a los empleados para que acepten un tipo de sindicalismo que en demasiados casos está diseñado por personas que no son empleados de la planta... estas medidas... solo dan la apariencia a los trabajadores la libertad de elegir. .. son un disfraz para llevar a la nación a un gobierno de dictadores" 
Pronto volvió a estar a cargo de la empresa minorista, Avery leyó mucho sobre negocios. Temiendo más depresión después de la Segunda Guerra Mundial, que normalmente habían ocurrido después de las guerras, malinterpretó la economía de la posguerra. La demanda y el dinero privado disponible alimentaron un aumento en el negocio minorista de bienes duraderos. Continuó con su posición bajista bajo las administraciones de Harry S. Truman y Dwight D. Eisenhower . A diferencia de Sears, Avery se resistió a los planes de pensiones, seguros y reparto de utilidades con los empleados; se negó a gastar dinero en la expansión de la empresa. Pronto Sears superó con creces a Montgomery Ward; en 1951 tenía más del doble del volumen comercial y había superado a Montgomery Ward en tiendas minoristas, mientras que Avery estaba preparándose para enfrentarse a una depresión. Incluso después de que Avery renunció como presidente en 1954, MW nunca recuperó su posición anterior.
En 1955, Sewell se retiró con una fortuna estimada en 327 millones de dólares. Murió en 1960, dejando un patrimonio de $ 20 millones (antes de impuestos) a dos hijas y siete nietos, según las declaraciones de impuestos de herencia presentadas.

## Legado
A finales de 1946 o principios de 1947, Avery cedió el 100% de los derechos de autor de Rudolph, el reno de la nariz roja, una historia que su empleado Robert Lewis May había escrito en 1939 para una tarea promocional de la empresa. Durante el tiempo entre 1939 y 1947, la historia se convirtió rápidamente en una parte popular de la campaña promocional anual de Montgomery Ward, con más de seis millones de copias regaladas. La renuncia de Avery de los derechos de autor de Montgomery Ward a May dio como resultado que May publicara inmediatamente la historia comercialmente por primera vez como un libro popular infantil y, más tarde, hizo que su cuñado, el compositor Johnny Marks, creara una canción basada en ella. convirtiéndose en una de las canciones más vendidas de la historia . Desde entonces, "Rudolph, el reno de la nariz roja" se ha convertido en una parte popular de la cultura pop y la tradición navideña en muchas partes del mundo.